# Ruscombmanor
Ruscombmanor  è una township degli Stati Uniti d'America, nella contea di Berks nello Stato della Pennsylvania. Secondo il censimento del 2000 la popolazione è di 3.776 abitanti.

## Società

### Evoluzione demografica
La composizione etnica vede una maggioranza di quella bianca (98,78%), seguita da quella asiatica (0,24%) dati del 2000.
| township di Ruscombmanor Popolazione |       |
| 2000                                 | 3.776 |
| Stima al 2009                        | 4.221 |